# Каско
Каско (від ісп. casco — шолом) — це страхування транспортного засобу (ТЗ) від ризиків, які можуть виникнути у процесі експлуатації автомобіля.
Під «повним каско» розуміється страхування від усіх можливих ризиків, в той час як «часткове каско» покриває лише деякі ризики.
Під страхуванням каско розуміється тільки страхування самих транспортних засобів і воно не включає в себе страхування відповідальності перед третіми особами, страхування водія та пасажирів, майна (страхування карго), що перевозиться у автомобілі.

## Об'єкти страхування
Об'єктами страхування каско є засоби наземного транспорту — вантажні, легкові, спеціальні автомобілі, мотоцикли, причепи та деякі інші транспортні засоби, що належать юридичним або фізичним особам, в тому числі додаткове обладнання й устаткування, які належать Страхувальнику на правах власності, користування чи розпорядження.
Страхування здійснюється за тарифами, складеними з урахуванням типу транспортного засобу, його віку, вартості, характеру використання, стану зберігання. У цьому виді страхування беруться також до уваги стаж водія, випадки участі в ДТП, тривалість здійснення страхування та деякі інші чинники.

## Ризики, які страхуються
Головними ризиками є пошкодження, знищення, викрадення транспортного засобу, збиток, зумовлений здебільшого пошкодженням або конструктивним знищенням корпусу та механізмів транспортного засобу (автомобілів, суден, літаків, залізничних вагонів), і не містить у собі страхування пасажирів, перевезеного майна, екіпажу та відповідальності перед третіми особами.
Страхова сума (сума, в межах якої Страховик зобов'язаний провести виплату при настанні страхового випадку) встановлюється в межах дійсної ринкової вартості транспортного засобу на момент укладання договору страхування.

## Страхові випадки
Страховими випадками є такі події:
- крадіжка;
- втрата застрахованого транспортного засобу внаслідок незаконного заволодіння шляхом крадіжки, грабежу або розбою;
- протиправні дії третіх осіб, що не пов'язані з незаконним заволодінням застрахованим транспортним засобом, а саме: знищення застрахованого транспортного засобу в цілому, пошкодження, знищення або викрадення окремих його частин, деталей, вузлів, механізмів;
- дорожньо-транспортна пригода (ДТП);
- стихійне явище;
- удар блискавки, каменепад, зсув ґрунту, землетрус, паводок, сель, просадка ґрунту, обвал, завал гірською породою, лавина, град, ураган, шторм, злива, смерч, падіння дерев;
- пожежа або вибух (крім підпалу).

## Страховий внесок
Розмір страхового внеску (Страхової премії) залежить від наступних факторів:
- страхової суми (вартості транспортного засобу);
- обраних страхових ризиків (повне КАСКО чи окремі ризики);
- умов зберігання і експлуатації транспортного засобу

### Цікаві факти
- У 1928 році за ризиком «Каско» — проти пошкодження автомобіля під час його руху і на стоянках внаслідок стихійних явищ, зіткнень з іншими екіпажами або предметами, перекидання або падіння автомобіля, пожежі, вибуху мотора чи баків з паливом і злочинних дій третіх осіб, — страхування здійснювалося у сумі 2 % від вартості автомобіля[1].

## Законодавче регулювання в Україні
Закон України «Про страхування»